# Caroline (Status Quo)
Caroline è una canzone della rock band inglese Status Quo, uscita come singolo nel 1973.

## Descrizione

### Concezione
Il brano è composto dalla coppia Rossi-Young tre anni prima della sua pubblicazione, nel 1970: ai due autori l'ispirazione viene d'improvviso, mentre si trovano nella sala da pranzo di un hotel della città Perranporth, in Inghilterra, e la scrivono di getto sopra il tovagliolino di un tavolo concependola in una versione country molto soft e ammorbidita.
Il primo demo del brano viene registrato dal duo Rossi-Young nel 1971, con alla batteria Terry Williams, futuro batterista dei Dire Straits.
Poi, nel 1973, in occasione della registrazione dell'album Hello! viene realizzata questa versione più energica e veloce, destinata in breve a divenire uno dei classici più amati della band, nonché la canzone con cui ancora oggi vengono aperti tutti i concerti.

### Testo
Il testo riferisce di un sentimento di amore verso una donna di nome Caroline, con parole di affetto e desiderio ben smorzate da altre che richiamano la spensieratezza del rock and roll: ciò contribuisce a conferire al brano, unitamente alla ritmica agile e ben scandita, un forte senso di leggerezza e immediatezza.

### Analisi musicale
Nella versione definitiva il pezzo viene costruito su un saldo lavoro ad intreccio tra le chitarre di Rossi e Parfitt mentre le originarie armonie soft-blues vengono amalgamate con robuste sonorità hard e una vivace ritmica rock and roll. Grazie ad una struttura musicale in apparenza semplice e lineare ma con elementi di complessità a primo impatto non visibili, Caroline viene ritenuto uno dei brani paradigmatici e meglio rappresentativi della vasta produzione del gruppo.
Il pezzo è suonato in tonalità Fa e tempo in 4/4. Ad un solido riff iniziale della chitarra ritmica di Parfitt si sovrappone dal 7º secondo il riff principale della chitarra solista di Rossi. Al 18º secondo fanno ingresso anche gli altri strumenti (basso, batteria e un pianoforte a tratti quasi impercettibile). Al 56º secondo comincia la parte vocale che si snoda su due strofe e un ritornello in coro, fino alla chiusura in cui i riff vengono suonati in maniera più energica e vigorosa. Ruvido e diretto è il suono.

### Accoglienza
Il singolo si posiziona al quinto posto delle classifiche britanniche, dove rimane per tredici settimane consecutive, ed ha il merito di consacrare definitivamente gli Status Quo tra le rock band di maggior impatto mediatico e radiofonico.
Innumerevoli gli artisti che riprendono il brano ma, probabilmente, l'uso più famoso è dovuto agli Apollo 440 che alla fine degli anni novanta campionano i riff delle chitarre di Rossi & Parfitt per il loro grande successo Stop the Rock.

## Riedizioni
- Nel 1986, Bob Young ne registra una versione in stile country rock per l'album In Quo Country;[16]
- Nel 2010 Francis Rossi ne registra una nuova versione inclusa nell'album solista One Step at a Time;
- Nuove versioni vengono incise dagli Status Quo nel 2003 (inclusa nell'album Riffs), nel 2022 (inclusa nella raccolta Quo'ing In – The Best of the Noughties) e in chiave completamente acustica nel 2014 (inclusa nell'album  Aquostic (Stripped Bare).[17][18]

## Tracce
1. Caroline - 3:43 - (Rossi/Young)
2. Joanne - 4:06 - (Lancaster)

## British singles chart
| Posizione | 44 | 28 | 23 | 17 | 11 | 9 | 8 | 5 | 5 | 7 | 20 | 28 | 43 | uscito |

## Ristampa 1982
La canzone è la versione dal vivo del grande successo già inciso dalla band nel 1973 e viene estrapolata dallo storico concerto live tenutosi il 14 maggio del 1982 al National Exhibition Centre di Birmingham, cui prendono parte in qualità di spettatori anche i reali inglesi Carlo e Lady Diana. Viene pubblicata il 22 ottobre 1982 dalla Vertigo.
Pubblicato in due diversi formati, il 45 giri arriva fino al tredicesimo posto delle classifiche inglesi.

### Tracce
1. Caroline (Live at the NEC) - 4:58 - (Rossi/Young)
2. Dirty Water (Live at the NEC) - 4:00 - (Rossi/Young)

### British singles chart
| Posizione | 38 | 13 | 14 | 17 | 25 | 45 | 61 | 90 | uscito |

## Ristampa 1985
Viene pubblicato nel novembre 1985 dalla Vertigo alcuni mesi dopo il boom avuto dalla band nel Live Aid dove è stato eseguito come secondo brano in scaletta, ed è la ristampa del 45 giri portato al successo dagli stessi Status Quo già nel 1973.

### Tracce
1. Caroline - 3:43 - (Rossi/Young)
2. Down Down - 3:49 - (Rossi/Young)

## Formazione
- Francis Rossi (chitarra solista, voce)
- Rick Parfitt (chitarra ritmica, voce)
- Alan Lancaster (basso, voce)
- John Coghlan (percussioni)